# Cobitis tanaitica
Cobitis tanaitica is een straalvinnige vissensoort uit de familie van de modderkruipers (Cobitidae). De wetenschappelijke naam van de soort is voor het eerst geldig gepubliceerd in 1969 door Mihai Băcescu en Mayer.